# Шибин-эль-Ком
Шибин-эль-Ком (араб. شبين الكوم‎) — город на севере Египта, в юго-западной части дельты Нила. Административный центр мухафазы (провинции) Минуфия. Численность населения города, включая пригороды: Эль-Батанун, Бахаты, Истобари, Эль-Мэй, Эль-Мессильха, Милиге, Шанаван и Шубра-Хейт — в 2006 году насчитывала 630 000 человек, что составляет 18.87 % от общего населения провинции. Плотность населения составляет 2010 человек на км².

## Инфраструктура
В городе расположены здания органов центральной и местной власти, университет, несколько государственных и частных школ и больниц, большой городской стадион, международный аэропорт. Здесь находятся центральный офис компании Telecom Egypt, несколько интернет-провайдеров, организованные профсоюзы (медицинский, коммерческий, сельскохозяйственный, инженерный и т. п.), спортивные команды, политические партии, социальные организации, торговая палата, торгово-транспортный центр сельскохозяйственного района, текстильные, хлопкоочистительные, табачные предприятия.
Основной вклад в экономику города даёт промышленность и торговля, в меньшей степени — сельское хозяйство.

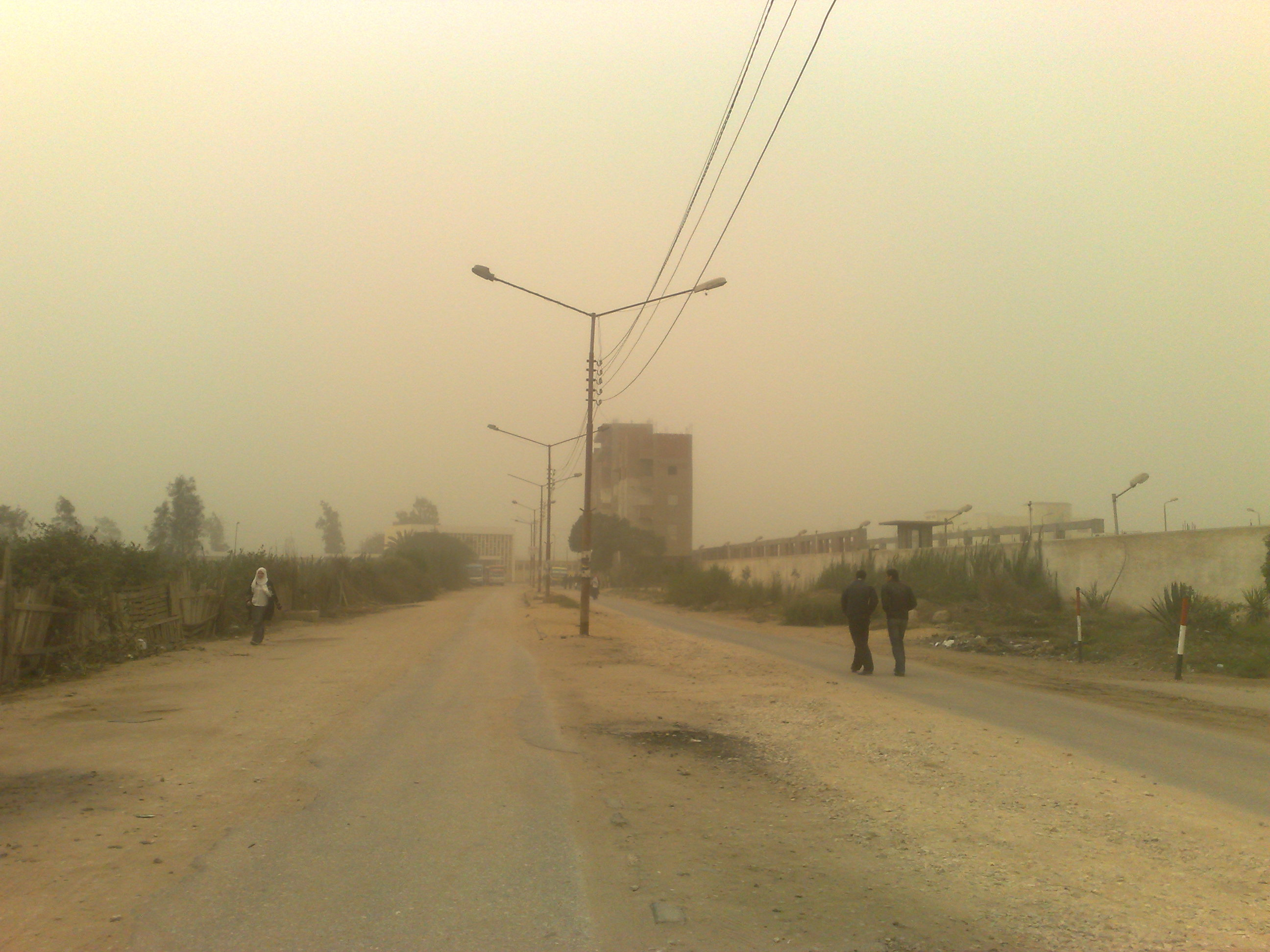
Одна из улиц Шибин-эль-Ком
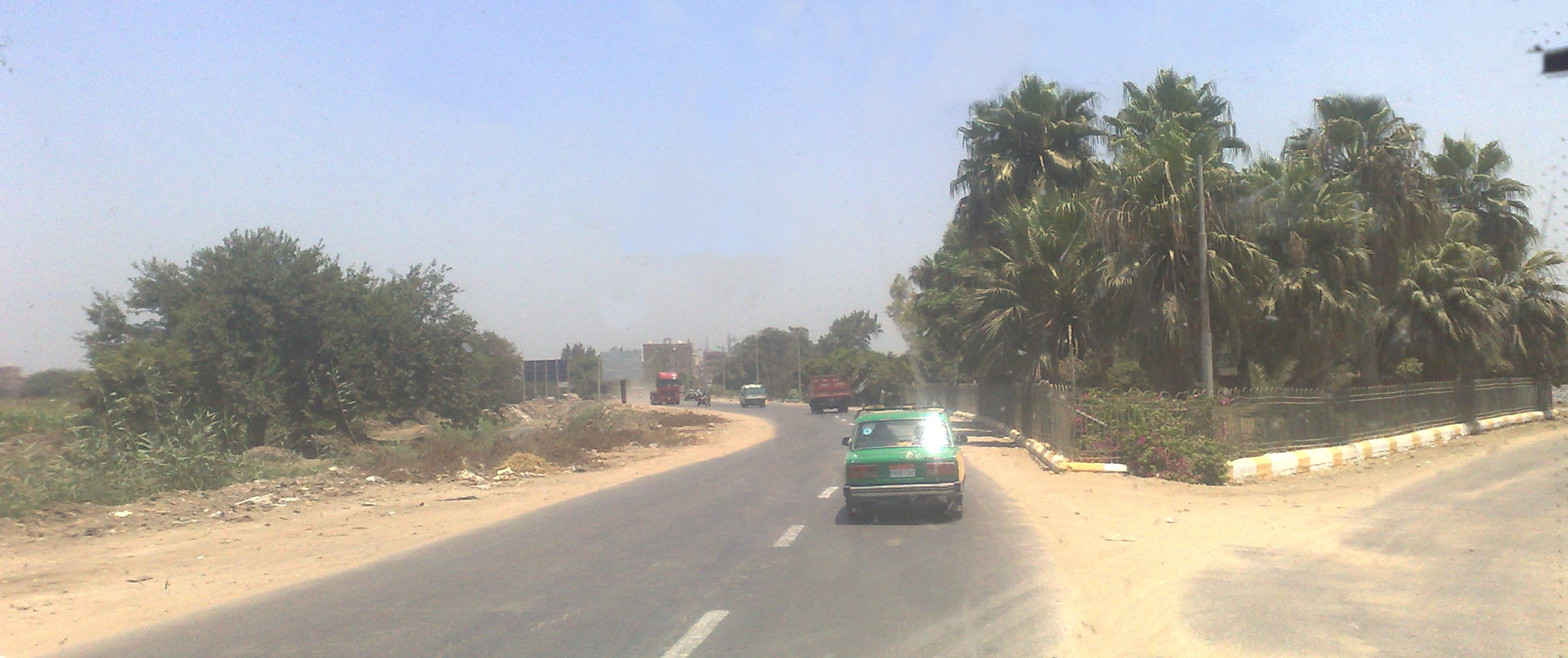
Въезд в Шибин-эль-Ком